# Phoma scobina
Phoma scobina är en lavart som beskrevs av Cooke 1885. Phoma scobina ingår i släktet Phoma, ordningen Pleosporales, klassen Dothideomycetes, divisionen sporsäcksvampar och riket svampar.   Inga underarter finns listade i Catalogue of Life.